# كلايندايك
كلايندايك () هي قرية هولندية بمقاطعة درينته. وهي جزء من بلدية بورخر- أودورن، وتقع حوالي 7 كم شمال إيمين.

## مراجع

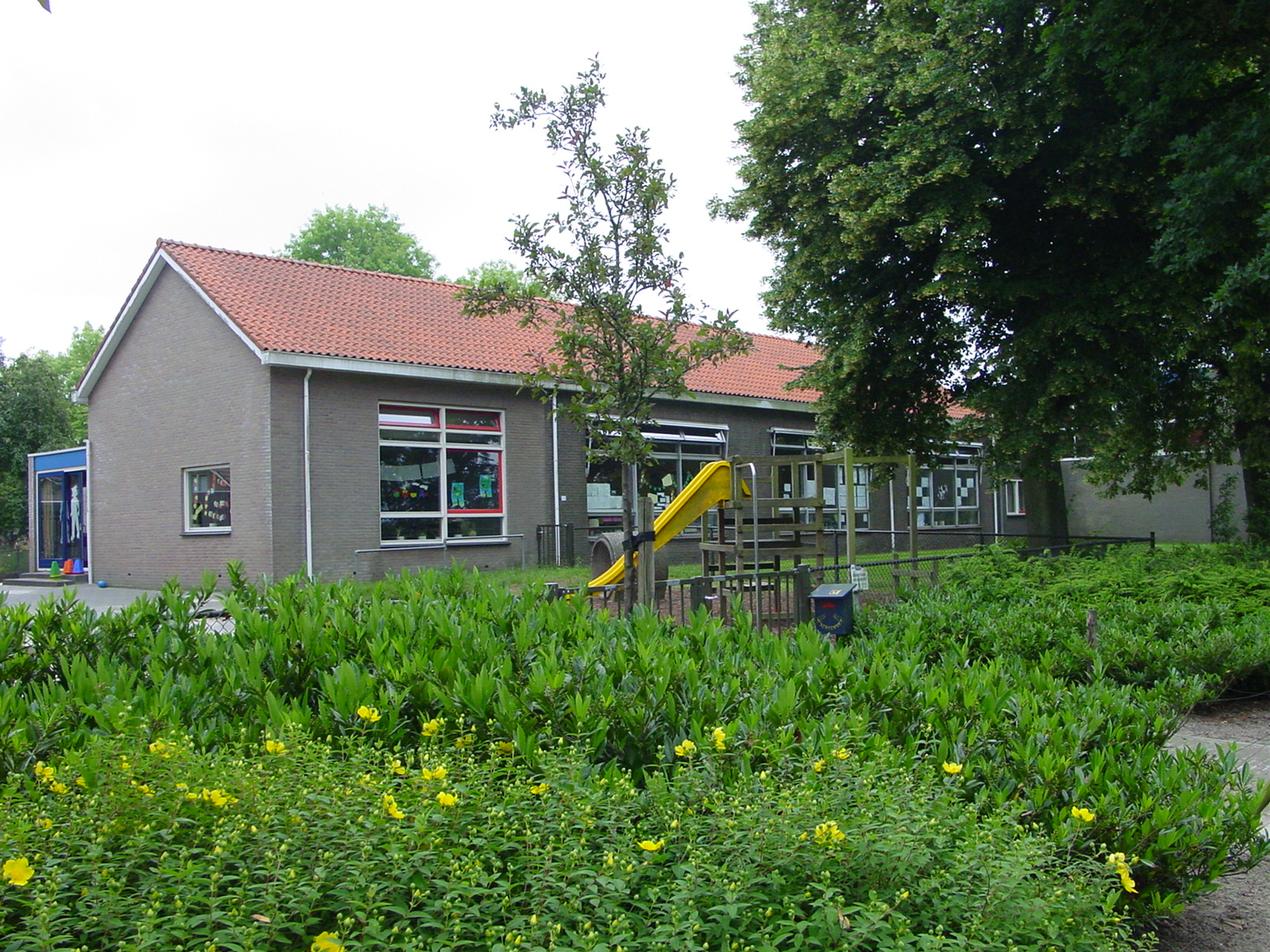
المدرسة الإبتدائية بكلايندايك